# Лепосава Нинковић

Лепосава Нинковић Спасић (15. јун 1945) је бивша српска и југословенска рукометашица. Са репрезентацијом Југославијом освојила је сребрне медаље на Светским првенствима 1965. године у Немачкој и 1971. године у Холандији. Добитник је националног признања Републике Србије.